# Казнаков, Леонид Юрьевич
Леонид Казнаков (род. 12 декабря 1963, Ленинград, СССР) — советский фигурист, серебряный призёр чемпионата СССР 1984 года в одиночном катании. Мастер спорта СССР международного класса. Выступал за спортивное общество «Труд» (Ленинград), затем в СК Вооруженных сил СССР (Ленинград).

## Результаты
| Соревнования/Сезоны              | 1982 | 1983 | 1984 | 1985 | 1986 |
| -------------------------------- | ---- | ---- | ---- | ---- | ---- |
| Чемпионаты СССР                  | 8    |      | 2    | 3    | 4    |
| Приз газеты «Московские новости» | 4    |      | 5    |      |      |
| International St. Gervais        |      |      | 3    |      |      |
| Nebelhorn Trophy                 |      |      | 3    |      |      |